# Bahnstrecke Calais–Princeton
| Streckenlänge: | 34,3+1,9 km          |                                              |                                              |
| Spurweite: | 1435 mm (Normalspur) |                                              |                                              |
| Zweigleisigkeit: | –                    |                                              |                                              |
| |                      |                                              |                                              |
| Gesellschaft: | PAR                  |                                              |                                              |
| \| \| 0,0 \| Calais ME \| Calais ME \| \| \| ca. 1 \| Streckenende \| Streckenende \| \| \| ca. 2 \| Milltown Junction ME \| Milltown Junction ME \| \| \| \| nach St. Stephen \| \| \| \| 3,4 \| Milltown ME (früher Salmon Falls) \| Milltown ME (früher Salmon Falls) \| \| \| 5,8 \| St. Croix Junction ME \| St. Croix Junction ME \| \| \| \| nach Washington Junction \| \| \| \| 8,2 \| Baring ME \| Baring ME \| \| \| \| St. Croix River (Staatsgrenze USA/Kanada) \| \| \| \| ca. 10 \| Upper Mills NB \| Upper Mills NB \| \| \| \| St. Croix River (Staatsgrenze USA/Kanada) \| \| \| \| \| \| \| \| \| (0,0) \| \| \| \| \| \| \| \| \| \| 18,8 \| Woodland Junction ME (früher Spragues Falls) \| Woodland Junction ME (früher Spragues Falls) \| \| \| (1,9) \| Woodland ME \| Woodland ME \| \| \| \| \| \| \| \| 20,0 \| Streckenende \| Streckenende \| \| \| ca. 21 \| Whiddens Farm ME \| Whiddens Farm ME \| \| \| ca. 27 \| Baileyville ME \| Baileyville ME \| \| \| 34,3 \| Princeton ME \| Princeton ME \| |                      |                                              |                                              |
| Kopfbahnhof Streckenanfang (Strecke außer Betrieb) | 0,0                  | Calais ME                                    | Calais ME                                    |
| | ca. 1                | Streckenende                                 | Streckenende                                 |
| Dienststation / Betriebs- oder Güterbahnhof | ca. 2                | Milltown Junction ME                         | Milltown Junction ME                         |
| Abzweig geradeaus und nach rechts |                      | nach St. Stephen                             | nach St. Stephen                             |
| ehemaliger Bahnhof | 3,4                  | Milltown ME (früher Salmon Falls)            | Milltown ME (früher Salmon Falls)            |
| ehemaliger Dienststation / Betriebs- oder Güterbahnhof | 5,8                  | St. Croix Junction ME                        | St. Croix Junction ME                        |
| Abzweig geradeaus und ehemals nach links |                      | nach Washington Junction                     | nach Washington Junction                     |
| ehemaliger Bahnhof | 8,2                  | Baring ME                                    | Baring ME                                    |
| Grenze auf Brücke über Wasserlauf |                      | St. Croix River (Staatsgrenze USA/Kanada)    | St. Croix River (Staatsgrenze USA/Kanada)    |
| ehemaliger Haltepunkt / Haltestelle | ca. 10               | Upper Mills NB                               | Upper Mills NB                               |
| Grenze auf Brücke über Wasserlauf |                      | St. Croix River (Staatsgrenze USA/Kanada)    | St. Croix River (Staatsgrenze USA/Kanada)    |
| Brücke über Wasserlauf |                      |                                              |                                              |
| Verschwenkung von links · Verschwenkung von rechts | (0,0)                |                                              |                                              |
| Abzweig geradeaus und von links · Abzweig geradeaus und von rechts |                      |                                              |                                              |
| Dienststation / Betriebs- oder Güterbahnhof · Strecke | 18,8                 | Woodland Junction ME (früher Spragues Falls) | Woodland Junction ME (früher Spragues Falls) |
| Strecke · Betriebs-/Güterbahnhof Streckenende | (1,9)                | Woodland ME                                  | Woodland ME                                  |
| Verschwenkung nach links |                      |                                              |                                              |
| | 20,0                 | Streckenende                                 | Streckenende                                 |
| Haltepunkt / Haltestelle (Strecke außer Betrieb) | ca. 21               | Whiddens Farm ME                             | Whiddens Farm ME                             |
| Haltepunkt / Haltestelle (Strecke außer Betrieb) | ca. 27               | Baileyville ME                               | Baileyville ME                               |
| Kopfbahnhof Streckenende (Strecke außer Betrieb) | 34,3                 | Princeton ME                                 | Princeton ME                                 |

Die Bahnstrecke Calais–Princeton ist eine Eisenbahnstrecke in Maine (Vereinigte Staaten) und in der kanadischen Provinz New Brunswick. Sie ist 34,3 Kilometer lang. Die normalspurige Strecke wird noch teilweise durch die Pan Am Railways im Güterverkehr betrieben. Ein Streckenstück in Calais sowie der Abschnitt Woodland Junction–Princeton sind stillgelegt.

## Geschichte
Bereits 1832 wurde die Calais Railroad gegründet, die eine 3,4 Kilometer lange Bahnstrecke zum Holztransport von Calais nach Salmon Falls (heute Milltown) bauen wollte. Später wurde eine Verlängerung bis Baring ins Auge gefasst, die jedoch zunächst nicht gebaut wurde. 1839 ging die Strecke bis Salmon Falls in Betrieb. Die Gleise waren aus Holz mit einer eisernen Lauffläche, als Zugmittel wurden Pferde eingesetzt. Bereits 1841 wurde aus wirtschaftlichen Gründen der Betrieb eingestellt und die Bahn verkauft.
Die Calais and Baring Railroad übernahm die Anlagen, baute sie in eine dampfbetriebe Eisenbahn auf Metallschienen um und eröffnete sie im Frühjahr 1851 wieder. Im Juli des gleichen Jahres wurde die Verlängerung nach Baring in Betrieb genommen. Die weitere Verlängerung der Strecke bis Princeton wurde durch die Lewey's Island Railroad gebaut und im Januar 1858 eröffnet. Beide Bahnen gingen später in der St. Croix and Penobscot Railroad auf, die in den 1870er Jahren eine weitere Verlängerung bis zur Bahnstrecke Bangor–Vanceboro plante. Diese Verlängerung wurde jedoch nie gebaut.
Ab 1898 war die Bahnstrecke in Besitz der Washington County Railroad. Nachdem 1905 bei Woodland ein Staudamm gebaut wurde, musste die Strecke geringfügig verlegt werden. Gleichzeitig baute man ein Gleisdreieck und eine kurze Stichstrecke ins Zentrum der Stadt Woodland, die 1906 eröffnet wurde. Die Personenzüge verkehrten nun von Calais zunächst nach Woodland, wo die Lok umgesetzt wurde, bevor die Fahrt nach Princeton fortgesetzt werden konnte.
Am 24. Juli 1933 endete der Gesamtverkehr zwischen Woodland Junction und Princeton, die Strecke wurde 1935 offiziell stillgelegt. Lediglich etwa 1,2 Kilometer bei Woodland Junction blieben als Abstellanlage in Betrieb. Der Personenverkehr zwischen Calais und Woodland endete 1946.
Seit 1981 steht die Strecke unter der Kontrolle der Guilford Transportation, die seit 2006 unter dem Namen Pan Am Railways firmiert. 1984 wurde der Endbahnhof Calais stillgelegt und etwa ein Kilometer der Strecke abgebaut. Die Strecke ist seit 1985 vom übrigen Eisenbahnnetz der USA isoliert und nur noch über die Bahnstrecke Saint Stephen–Milltown Junction an das kanadische Bahnnetz angebunden.

## Streckenbeschreibung
Die Strecke beginnt in Calais an der Union Street, Ecke North Street. Sie verläuft am südlichen Ufer des St. Croix River bis Baring. Hier kreuzt die Strecke den Fluss, und verläuft auf einigen Kilometern über kanadisches Territorium. Kurz vor Woodland überquert die Bahn erneut den Fluss. In Woodland befindet sich noch heute das Gleisdreieck, dessen nördlicher Ast, der früher bis Princeton führte, zum Abstellen von Güterwagen benutzt wird. Die kurze Zweigstrecke nach Woodland führt in einem großen Bogen nördlich um die Stadt, um auf ihrer Westseite zu enden. Die Strecke nach Princeton führt zunächst noch am Fluss entlang nordwärts, um am Haltepunkt Whiddens Farm in Richtung Nordwesten abzubiegen. Nach wenigen Kilometern ist Princeton erreicht, wo sich der Endbahnhof an der Depot Street befand.